# Riesbürg
Riesbürg je obec v zemském okrese Ostalb v Bádensku-Württembersku. Je tvořena územím původně samostatných obcí Pflaumlochu a Goldburghausenu a Utzmemmingenu.

## Geografická charakteristika
Obec Riesbürg se rozkládá v jihozápadní části Rieského kráteru západně od Nördlingenu.
Na severu hraničí obec s Kirchheim am Ries, na východě s bavorským městem Nördlingenem, na jihu s městem Neresheimem a na západě s městem Bopfingenem.
Obec se skládá ze dvou prostorově oddělených částí – severní části tvořené vesnicemi Pflaumlochem a Goldburghausenem a jižní části tvořené vesnicí Utzmemmingenem; tyto dvě části obce odděluje území Bobfingenu a Nördlingenu. K obci náleží pět územních jednotek – k bývalé obci Goldburghausenu náleží vesnice Goldburghausen, k bývalé obci Pflaumlochu náleží vesnice Pflaumloch, k bývalé obci Utzmemmingenu náleží vesnice Utzmemmingen, dvůr Altenbürg, dům Ringlesmühle a někdejší sídlo Rysmühle.
Část Pflaumloch leží na spolkové silnici B 29 a na železniční trati Aalen–Donauwörth, je správním střediskem obce a žije v něm asi 1000 obyvatel. Utzmemmingen se nachází již na severním úpatí Švábské Alby. Žije v něm okolo 1100 obyvatel. Nejmenší částí obce je Goldburghausen s asi 300 obyvateli.
Struktura půdního fondu podle dat zemského statistického úřadu v roce 2018:

## Historie
Obec Riesbürg vznikla v rámci správní reformy sloučením obcí Goldburghausenu a Utzmemmingenu s Pflaumlochem v letech 1972 a 1973; v roce 1973 byla obec přejmenována na Riesbürg.. Název Riesbürg je umělým názvem a odkazuje jednak na Rieský kráter, na jehož okraji obec leží, jednak k bývalé pevnostní zástavbě na území Utzmemmingenu, zejména k hradu Alte Bürg (poblíž dvora Altebürgu).
Území obce náleželo od počátku 19. století k Württembersku. V rámci Württemberska spadalo k Neresheimu. V roce 1938 přešlo území obce pod zemský okres Aalen, správní reformou pak v roce 1973 bylo zařazeno do zemského okresu Ostalb.
Část Pflaumloch se poprvé připomíná roku 1246, roku 1503 se uvádí jako Pflaulach. V rámci mediatizace připadlo panství Oettingenů roku 1806 nejdříve Bavorskému království, posléze roku 1810 územní výměnou Württemberskému království. V roce 1872 žilo v Pflaumlochu 481 obyvatel, z toho bylo 171 evangelíků a 125 židů (Beschreibung des Oberamts Neresheim).
Část Utzmemmingen je doložena k roku 852. Část Goldburghausen má první zmínku z roku 1276 a náležela dlouhou dobu k říšskému městu Nördlingenu. Stejně jako Pflaumloch se obě části staly součástí Württemberského království začátkem 19. století. Utzmemmingen je od roku 1972 státně uznaným rekreačním místem.

## Místní správa a společnost

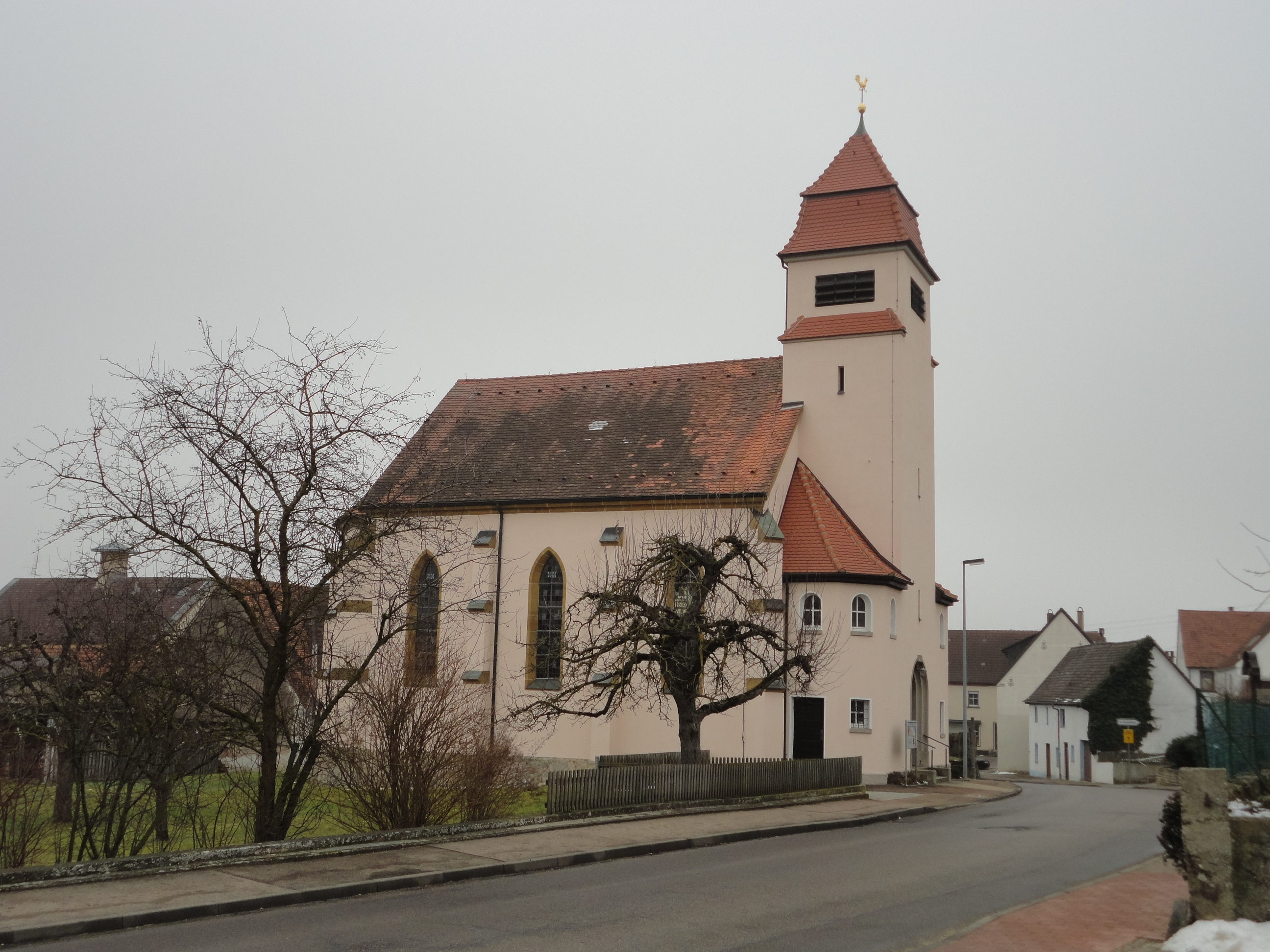
Evangelický kostel v Pflamlochu

Veřejnou správu pro obec vykonává na smluvním základu město Bobfingen. Obecní rada má po volbách v roce 2019 dvanáct členů.
Základní škola je v části Utzmemmingenu a v Pflaumlochu. V provozu je taktéž jedna římskokatolická mateřská škola v Utzmemmingenu a jedna evangelická v Pflaumlochu.
V náboženském vyznání obyvatel Utzmemmingenu převažuje římskokatolické vyznání, a to z důvodu historické příslušnosti obce k Řádu německých rytířů. Kostel je zasvěcen svatému Martinovi a byl vystavěn roku 1742 na místě staršího kostela. V Pflaumlochu žije jak církevní komunita evangelická, tak římskokatolická. V Goldburghausenu je komunita evanglická, kostel je zasvěcen svatému Michaelu a je ještě z dob předreformačních.
Židé žili v Pflaumlochu od roku 1487. Synagogu si postavili roku 1703, roku 1802 vyhořela, obnovena byla roku 1846. Obci byla synagoga darována roku 1907, od roku 1963 se užívá jako radnice. Židovský hřbitov byl zřízen roku 1840 a existuje dosud.;
Po dlouhou dobu existuje vztah kmotrovství s jednotkami Bundeswehru umístěnými v Ellwangenu.
Partnerskou obcí ze zahraničí je francouzské město Esvres-sur-Indre v Touraine (současný departement Indre-et-Loire, a to ještě z doby, kdy tento vztah navázala ještě samostatná obec Utzmemmingen.

## Pamětihodnosti a zajímavá místa
V Goldburghausenu se nachází muzeum Goldbergu. Jeho expozice se týkají osídlení Goldbergu v době kamenné. Goldberg je skalní útvar a chráněná přírodní oblast mezi Plaumlochem a Goldburghausenem.
Nejvyšším bodem okolní krajiny obce je Ohrengipfel (652 m), který leží na okraji Rieského kráteru mezi Utzmemmingenem a Bopfingenem-Härtsfeldhausenem.
Na kraji území Utzmemmingenu – již na území Nördlingenu – se nachází Ofnetské jeskyně. Ve Velké ofnetské jeskyni byly začátkem 20. století nalezeny lidské lebky z doby kamenné, všechny orientovány směrem na západ. Níže nedaleko pod Ofnetskými jeskyněmi se dochovaly zbytky římské villy; k vidění jsou obnovené základy tehdejších budov.